# Patrick Depailler
Patrick André Eugène Joseph Depailler (9. srpna 1944 Clermont-Ferrand – 1. srpna 1980 Hockenheim) byl francouzský automobilový závodník, pilot Formule 1, účastník 95 velkých cen světového šampionátu Formule 1. Účastnil se také několika závodů mimo Mistrovství světa Formule 1. Během své kariéry vyhrál dva závody, devatenáctkrát stál na stupních vítězů a celkem získal 141 mistrovských bodů.
Narodil se ve francouzském Clermont-Ferrand. V mládí ho inspiroval francouzský automobilový závodník Jean Behra. Začínal s mopedy Mobylette až se vypracoval k motocyklům Norton a Bultaco. V roce 1964 absolvoval závodní zkoušky pořádané společností Ford Motor Company a rozhodl se motocykly zaměnit za auta. Jezdil se sportovními vozy, rallye i monoposty, ale stále více se prosazoval ve Formuli 3, v roce 1971 se účastnil závodu v 24 hodin Le Mans. Když vyhrál Velkou cenu Monaka ve Formuli 3 všiml si ho Ken Tyrrell, který mu umožnil v sezóně 1972 testovat jeho vůz ve Formuli 1 a účastnit se prvních závodů ve Formuli 1. V říjnu 1978 spolu s Paul Newmanem pilotoval vůz Spyder-Chevy na kalifornské Grand Prix těchto vozů.

## Formule 1
V roce 1973 si vážně poranil nohu a tak se ve Formuli 1 neobjevil, ale v následující sezóně, po odchodu Jackie Stewarta a úmrtí Françoise Ceverta se do týmu Tyrrell vrátil. V této sezóně v Grand Prix Švédska 1974 obsadil druhé místo, když musel před sebou nechat týmovou jedničku Jody Schecktera. Sezóna 1975 nebyla pro Tyrrell úspěšná a tak během sezóny testoval šestikolový vůz Tyrrell P34, s nímž se objevil na Grand Prix Španělska 1976. Na šestikolovém Tyrrellu zažil své největší úspěchy. Když v sezóně 1976 s tímto vozem dojel pětkrát na druhém místě, získal přezdívku Korunní princ. Ve své 47. Grand Prix své kariéry se poprvé, alespoň na dvě kola dostal do vedoucí pozice při Grand Prix Japonska. Sezóna 1977 ovlivnily potíže s šestikolovým vozem, zejména problémy s malými předními pneumatikami, které Goodyear nechtěl dále vyvíjet. Svého prvního vítězství dosáhl v Grand Prix Monaka 1978, v jeho 69. Grand Prix. Zároveň se na krátký čas dostal na čelo průběžné klasifikace. V roce 1979 přešel do stáje Ligier, s kterou v minulosti jel 24 hodin Le Mans. Ve stáji Ligier vytvořil silnou dvojici spolu s Jacquesem Laffitem a na začátku sezóny 1979 patřili oba k favoritům. Svého druhého vítězství dosáhl v Grand Prix Španělska 1979, ale úspěšně zahájenou sezónu přerušilo zranění, které si přivodil při pádu jeho rogala při kroužení kolem Puy-de-Dôme. Z havárie vyvázl se zlomeninami pravého kyčle a i když se poloviny sezóny neúčastnil, skončil v Mistrovství světa jezdců F1 na šestém místě. Ve stáji Ligier ho nahradil Didier Pironi a tak v sezóně 1980 nastoupil do stáje Alfy Romeo se kterou se snažil vůz vyladit do ideální formy. Týden před Grand Prix Německa 1980 přijel tým na Hockenheimring s cílem testovat nové vyladění vozů. Během testu 1. srpna 1980 vjel vůz Patricka Depaillera v zatáčce při rychlostí kolem 260 km/h do travnatého pásu a následně do kovových svodidel, bez snahy zatočit či brzdit. Do tréninků chyběl týden a tak v zatáčce nebyly žádné záchytné ploty ani jiné ochranné prvky. I když záchrana a transport Patricka Depaillera na kliniku v Heidelbergu byla rychlá, tak na klinice lékaři konstatovali pouze jeho smrt.